# بول آند بر
پول آند بر (بالإنجليزية: Pull and Bear) هي سلسلة من محلات الأزياء إسبانية التي تم تأسيسها في عام 1991 من قبل  مجموعة إنديتكس التي تدير مجموعة 614 متجرا في 41 بلدًا.

## مفهوم وطراز

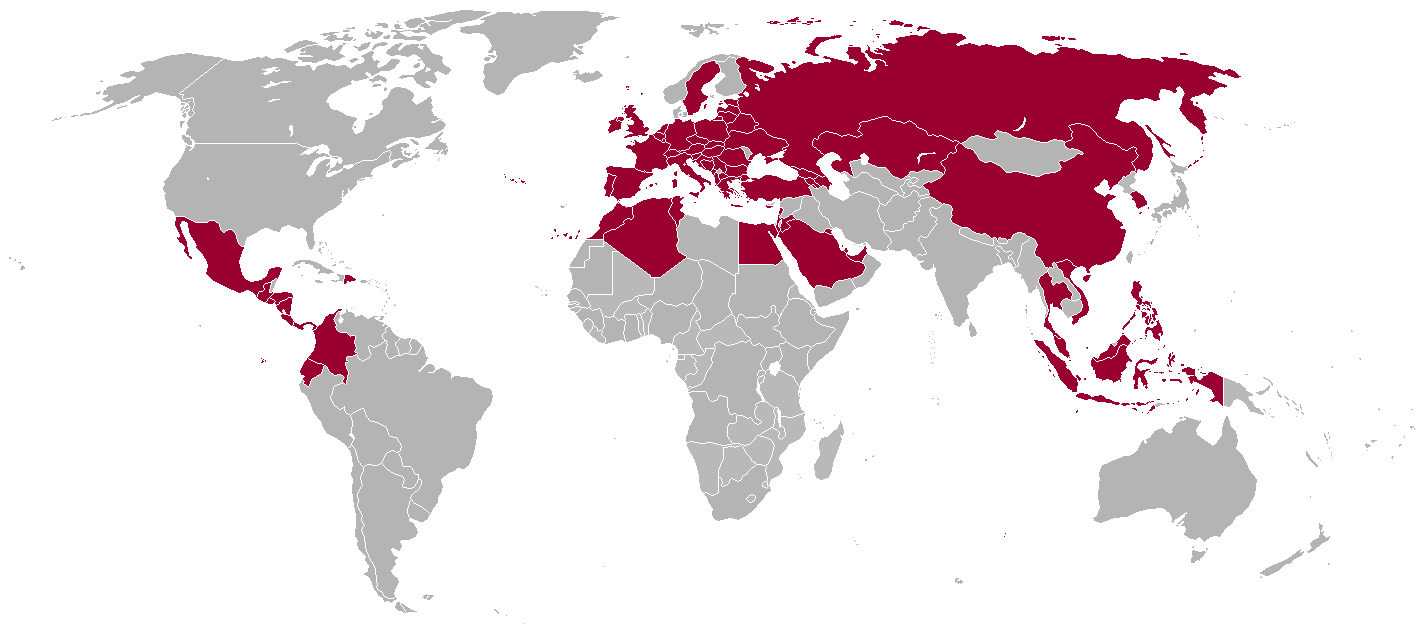
مواقع محلات پول آند بر في العالم. اللون الأزرق يرمز إلى الإمتيزات

- يركز المحل على الملابس المسترخية واكسسوارات للشباب على طرازات حضرية جدا، مع أسعار معقولة. المتجر نفسه صُمم ليجتذب السوق المستهدفة بسهولة.[1]
- پول آند بر تتمتع بتوسع دولي سريع نتيجة فلسفة الموضة الخاصة بهم التي تدمج بين إبداع وجودة التصميم مع استجابة سريعة لمتطلبات السوق.[2]
- تنوعت خطوط المنتجات الجديدة التي دخلت المتاجر بشكل واسعة من المنتجات المتوفرة في پول آند بر. هذه خطوط جديدة تشمل ما يلي: الموسيقى، والتكنولوجيا، وألعاب الفيديو وصور الفيديو مختلطة مع الملابس. عرض پول آند بر خط "XDYE" في عام 1998، خط أكثر رياضي وعالي التكنولوجيا، مع ملابس مرتبطة برموز ثقافة الشباب في القرن 21.
- خريف/شتاء 2010: پول آند بر في أوروبا سيعيد التصنيف مع شعار جديد وعروض في المتاجر.

## وصلات خارجية
- موقع پول آند بر